# 洛松齐·帕尔

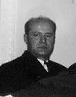
洛松齐·帕尔

洛松齐·帕尔（匈牙利語：Losonczi Pál，1919年9月18日—2005年3月28日），匈牙利政治人物。1945年加入匈牙利共产党（匈牙利社会主义工人党前身）。1967年4月14日至1987年6月25日，洛松齐·帕尔担任匈牙利人民共和国主席团主席。1975年7月至1987年6月，担任匈牙利社会主义工人党中央政治局委员。

## 生平
1919年9月18日，洛松齐·帕尔生于绍莫吉州博尔霍。2005年，逝世于考波什堡，享年85岁。